# Blues à 12 mesures

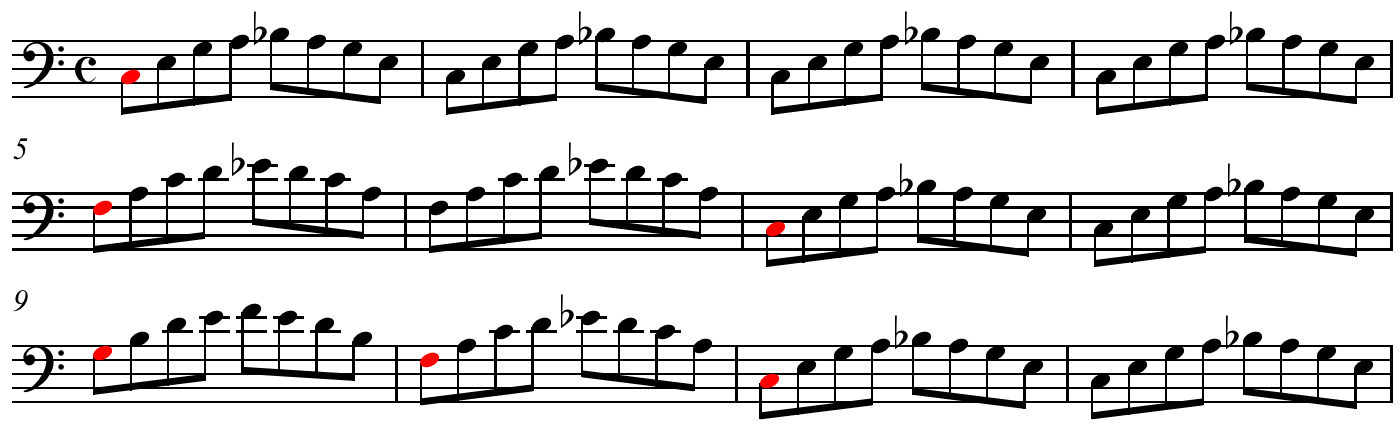
Ligne de basse typique d'un boogie woogie en do, construit sur une grille classique de blues à 12 mesures; en rouge la fondamentale de l'accord.

Le Blues à 12 mesures (anglais 12-bar blues) est la grille d'accords la plus emblématique du blues, devenu par sa popularité une base essentielle de la musique populaire anglo-saxonne.
On le joue dans toutes les tonalités, à tout tempo, en tout mode (majeur/mineur), à toute pulsation.

## Structure
Exemple, les douze mesures d'une grille typique d'un Blues en do :
```
Do Do Do Do
Fa Fa Do Do
Sol Fa Do Sol
```

Note: les accords sont souvent joués avec leur septième mineure.

## Blues à 12 mesures: 12 bar blues
- Charles Wright: Express Yourself
- Elvis Presley: Hound Dog, All Shook Up, Heartbreak Hotel.
- Beatles: One After 909, Can't Buy Me Love, Day Tripper, I Want You (She's So Heavy), Why Don't We Do It in the Road?, Birthday, For You Blue,  Yer Blues
- Louis Prima: Jump, Jive and Wail
- Johnny Cash: Folsom Prison Blues .
- King Oliver: Dippermouth Blues
- Mungo Jerry: In the Summertime
- Little Richard: Tutti Frutti